# ورزشگاه آدا
ورزشگاه آدا (به انگلیسی: Gilbert C. Ada Gymnasium ) یک ورزشگاه چند منظوره در شهر سایپن ، جزایر ماریانای شمالی است.